# Sing Me to Sleep
«Sing Me to Sleep» -en español: «Cántame para dormir»- es una canción del productor de música noruego y DJ Alan Walker, publicada el 3 de junio de 2016. Esta canción incorporó voces no acreditadas proporcionadas por la cantante noruega Iselin Solheim, fue lanzado comercialmente para el consumo digital el 3 de junio de 2016. Aclamado por los críticos de la música, con varias similitudes que notan al estilo de su precursor, "Faded" (2015).
Actualmente tiene más de 670M de reproducciones en YouTube y más 334M en Spotify.

## Posicionamiento en listas
| Lista (2016)                                | Mejor posición |
| ------------------------------------------- | -------------- |
| Austria (Ö3 Austria Top 40)                 | 4              |
| Bielorrusia (Unistar Radio Top 20)          | 1              |
| Bélgica (Valonia) (Ultratip Bubbling Under) | 21             |
| República Checa (Singles Digitál Top 100)   | 48             |
| República Checa (Rádio Top 100)             | 1              |
| Finlandia (OFC)                             | 4              |
| Francia (SNEP)                              | 51             |
| Alemania (Media Control AG)                 | 10             |
| Hungría (Single Top 40)                     | 8              |
| Líbano (Lebanese Top 20)                    | 6              |
| Noruega (VG-lista)                          | 1              |
| Polonia (Polish Airplay Top 100)            | 11             |
| Rusia Russia Airplay (TopHit 100)           | 3              |
| Eslovaquia (Singles Digitál Top 100)        | 20             |
| Eslovenia (SloTop50)                        | 48             |
| España (Top 100 Canciones)                  | 43             |
| Suecia (Sverigetopplistan)                  | 9              |
| Suiza (Schweizer Hitparade)                 | 14             |
| Reino Unido (UK Singles Chart)              | 95             |
| Estados Unidos (Hot Dance/Electronic Songs) | 18             |

## Video musical
Un video musical acompañante para el sencillo fue rodado en Hong Kong, China. El video muestra al joven del video musical de "Faded", así como otro hombre y una mujer, caminando y corriendo en la ciudad de Hong Kong. A lo largo del vídeo, el filtro de la cámara pasa del sensor normal al sensor térmico, con algunos edificios y peatones ocasionalmente fallando como si desde el punto de vista del espectador. Al final, los tres personajes se reúnen dentro de un almacén en un edificio industrial, donde montan una especie de máquina en conjunto, que proyecta líneas azules brillantes en toda la ciudad de Hong Kong, ya que el vídeo falla y termina.

### Remix
SMTS (como fue abreviada) cuenta con un remix hecho por el DJ Marshmello.

## Certificaciones
| País   | Organismo certificador | Certificación | Ventas certificadas | Ref.   |
| ------ | ---------------------- | ------------- | ------------------- | ------ |
| México | AMPROFON               | Oro           | 30,000              | [ 21 ] |